# 韦克桑地区维莱
韦克桑地区维莱（法語：Villers-en-Vexin，法語發音：[vilɛʁ ɑ̃ vɛksɛ̃]）是法国厄尔省的一个市镇，位于该省东北部，属于莱桑德利区。

## 地理
韦克桑地区维莱（49°15'1"N, 1°35'19"E）面积6.29 平方千米，位于法国诺曼底大区厄尔省，该省份为法国北部内陆省份，北起滨海塞纳省，西接奧恩省和卡爾瓦多斯省，南至厄尔-卢瓦省，东临瓦兹省、瓦兹河谷省和伊夫林省。
与韦克桑地区维莱接壤的市镇（或旧市镇、城区）包括：圣玛丽-德瓦蒂梅尼勒、韦克桑地区加马什、韦利、韦克桑地区莱蒂利耶、埃普特河畔韦克桑、穆夫莱讷。
韦克桑地区维莱的时区为UTC+01:00、UTC+02:00（夏令时）。

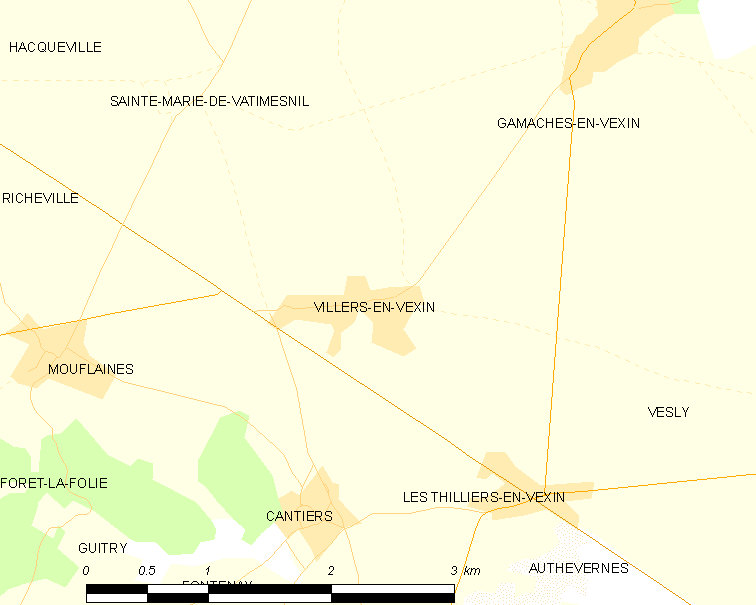
韦克桑地区维莱的OSM定位图

## 行政
韦克桑地区维莱的邮政编码为27420，INSEE市镇编码为27690。

## 政治
韦克桑地区维莱所属的省级选区为日索尔县。

## 交通
厄尔省省道D7线、D116线、D125线和D6014线在境内交汇，省道D6线经过境内东部。

## 人口

1962-2008年间韦克桑地区维莱人口变化图示

韦克桑地区维莱于2022年1月1日时的人口数量为313人。